# Подхорунжий
Подхорунжий (пол. podchorąży) — нижний чин, воинское звание в армиях некоторых государств Восточной Европы, ранее в том числе и России, по статусу ниже хорунжего, и, в отличие от него, не является офицерским чином (званием).
Воинское звание в казачьих войсках Русской армии, имперского периода, соответствовавшее званиям пехотного подпрапорщика и штандарт-юнкера в кавалерии.

## История
В период 1880—1903 годов звание также присваивалось окончившим юнкерские казачьи училища Вооружённых сил России, имперского периода, до получения ими офицерского чина. На левом рукаве, военной формы одежды, ниже локтя, углом кверху, размещались нашивки (стропило) у подхорунжих — вообще у нижних чинов, выполнивших условия для производства в офицеры, но не производимых в них или по неимению вакансий, или за невыслугой обязательного срока службы в нижнем звании. В 1826—1917 годах — самое старшее казачье унтер-офицерское звание. 
Аналогичным было назначение этого звания и в Польше: с XVIII века хорунжий (прапорщик) там был самым младшим офицерским званием, а подхорунжий — самым старшим унтер-офицерским.
В современной Польше солдат — студент военно-учебного заведения (тип вуз), например, Академии сухопутных войск генерала Тадеуша Костюшко.
В настоящее время подхорунжий в России используется только в казачьих обществах, не являясь официальным воинским званием.

## Род оружия и знаки различия
| Унтер-офицеры         | Унтер-офицеры | Унтер-офицеры | Унтер-офицеры                    | Унтер-офицеры  |
| Род оружия            | Инфантерия    | Артиллерия    | Кавалерия                        | Казачьи войска |
| --------------------- | ------------- | ------------- | -------------------------------- | -------------- |
| Знаки различия, погон |               | [ 5 ]         |                                  |                |
| Звание                | подпрапорщик  | подпрапорщик  | эстандарт-юнкер (штандарт-юнкер) | подхорунжий    |